# Bwape
Bwape est un quartier de la commune de Douala au Cameroun. Elle appartient au 6e arrondissement de la commune de Douala.

## Population
Au dernier recensement de 2005, la population était de 180 habitants.